# Kavgolovo (trampolino)
Il Kavgolovo è un trampolino situato a Kavgolovo (Toksovo), presso San Pietroburgo  in Russia.

## Storia
Aperto nel 1959, l'impianto ha ospitato i Campionati mondiali juniores di sci nordico 1973 e varie tappe della Coppa del Mondo di combinata nordica.

## Caratteristiche
Il trampolino ha il punto K a 88 m; il primato di distanza appartiene al norvegese Fred Børre Lundberg (93,5 m nel 1990). Il complesso è attrezzato anche con salti minori K64,5, K40, K30 e K10.